# It's Been a Long Long Time
It's Been a Long Long Time är ett album från 1968 av den svenska popgruppen Hep Stars.  Albumets producent var Steve Clark.

## Låtlista
Sida 1:
1. "Enter The Young" (T. Kirkman ) - 2:46
2. "Hope" (Buie-Adkins) - 2:21
3. "5 A.M." (S. Salisbury) - 2:42
4. "It's Time For A Change" (J. Marmalzat-S. Proffer) - 2:38
5. "Changing Away From You" (J. Bettis) - 3:00
6. "It's Been A Long Long Time" (Benny Andersson-Lasse Berghagen) - 2:59

Sida 2:
1. "Musty Dusty" (C. Boettcher) - 3:14
2. "Spinning, Spinning, Spinning" (C. Boettcher-R. Friedman) - 2:10
3. "There Is Love" (J. Valley) - 2:32
4. "Would You Like To Go" (C. Boettcher-G. Alexander) - 2:32
5. "It's Now A Winter Day" (T. Roe) - 3:11
6. "Another Time" (C. Boettcher) - 3:14